# 肤色意识
肤色意识是一种觀點，持有這一立場的人認為法律面前人人平等仍然不足以解决社会中的种族不平等问题。支持這一觀點的人不承認种族之間存在的差异，他們只認為膚色差异会对某些人产生负面影响。 